# Лудвиг Филип (Пфалц-Гутенберг)
Лудвиг Филип фон Пфалц-Гутенберг (на немски: Ludwig Philipp von Pfalz-Guttenberg; * 29 ноември 1577; † 24 октомври 1601, Хайделберг) от фамилията Вителсбахи (линия Пфалц-Велденц), е от 1592 до 1601 г. пфалцграф на Велденц в Гутенберг.

## Живот
Той е третият син на пфалцграф Георг Йохан I фон Пфалц-Велденц (1543 – 1592) и съпругата му принцеса Анна Мария Шведска (1545 – 1610), дъщеря на шведския крал Густав I Васа.
След смъртта на баща му през 1592 г. Лудвиг Филип управлява заедно с братята му. Братята разделят наследството. Той получава Гутенберг. До 1595 г. Лудвиг Филип е под опекунството на майка му и най-големия му брат Георг Густав.
Лудвиг Филип умира неженен и бездетен на 23 години на 24 октомври 1601 г. от нараняването на очите му при турнир в Хайделберг. Вероятно е погребан в църквата „Св. Хайлиггайст“ в Хайделберг.